# ホアンアイン・ザライFC
ホアンアイン・ザライFC（ベトナム語：Câu lạc bộ bóng đá LPBank Hoàng Anh Gia Lai / 俱樂部𩃳跢黃英嘉萊、英語: LPBank Hoang Anh Gia Lai F.C.、略称：HAGL）は、ベトナムの中部、ザライ省の都市プレイクにホームを置くサッカークラブである。下部組織にアーセナルFC、JMGアカデミーと共同で創設されたホアンアイン・ザライ・アーセナルJMGアカデミーがある。オーナー企業のホアンアイン・ザライ・グループはベトナムの不動産大手で、ベトナム国内のみならず東南アジア諸国で不動産事業を手がけている。
2015年12月11日、横浜FCとの業務提携を発表。横浜FCからは井手口正昭が完全移籍でHAGLに加入し、HAGLからはグエン・トゥアン・アインが横浜FCへ期限付き移籍した。

## タイトル
- リーグ：2回
  - 2003, 2004
- スーパーカップ：2回
  - 2003, 2004

## AFC大会での成績
- AFCチャンピオンズリーグ: 3回出場

2004: グループステージ敗退
2005: グループステージ敗退
2022: グループステージ敗退

## 歴代監督
- キャティサック・セーナームアン 2006, 2010

## 歴代在籍選手
- キャティサック・セーナームアン 2002-2006
- サクダー・ジョエムディー 2003
- ドゥシット・チャロエムセーン 2003-2007
- トッタワン・スリパン 2004-06
- チョクタウィー・プロムラット 2005
- ダッサコーン・トンラオ 2006-
- ミハル・シルハヴィー ?-
- ヤウ・プレコ 2007
- ニルット・スラシアン 2009-2010
- リー・グエン 2009-2010
- グエン・コン・フオン 2015-
- グエン・トゥアン・アイン 2015-
- ルオン・スアン・チュオン 2015-
- チャン・フー・ドン・チエウ 2015-
- 井手口正昭 2016-2017
- オズマール 2018-